# Данковці
Данковці (словен. Dankovci) — поселення в общині Пуцонці, Помурський регіон, Словенія. Висота над рівнем моря: 258,4 м.